# Музей-квартира А. Д. Сахарова (Нижний Новгород)
Музе́й А. Д. Са́харова расположен в Нижнем Новгороде на проспекте Гагарина, 214 (микрорайон Щербинки).

## История
Музей открылся в 1991 году в квартире под номером 3, где академик Сахаров отбывал 6 лет политической ссылки.
Учёный был выслан в январе 1980 года из Москвы, был лишён всех государственных премий и званий за «клевету» (резкие высказывания по поводу ввода Ограниченного контингента СССР в ДРА в декабре 1979 года). 22 января 1980 года сотрудники КГБ задержали Сахарова по дороге на работу, и вывезли его жену и его самого в город Горький. Семья Сахаровых поселилась в квартиру на первом этаже «элитного» дома. Телефон в квартире отсутствовал, каждый шаг учёного контролировали.
15 декабря 1986 года на квартиру учёного принесли новый телефонный аппарат стоимостью 20 рублей (кроме того, 5 рублей — за установку, 2 рубля — абонентская плата, итого 27 рублей).
Спустя три дня на Ярославском вокзале академика встречала толпа журналистов. Ошеломительную весть о возвращении Сахарова в Москву передали западные радиостанции.

## Структура
Музей состоит из двух частей:
- Мемориальная экспозиция. Воссоздаётся обстановка и интерьер квартиры Андрея Дмитриевича Сахарова, в которой он провёл семь лет ссылки под надзором КГБ.
- Экспозиционный зал. Здесь размещены материалы о жизни и деятельности учёного в период его работы в Саровском федеральном ядерном центре, демонстрируется фильм «Андрей Сахаров — засекреченные годы». Ежегодно 14 декабря, в день памяти Сахарова, экспонируется его посмертная маска.

## Деятельность
Для учащихся школ сотрудники музея разработали цикл тематических бесед, лекций на темы, освещающие творческий путь А. Д. Сахарова:
- «А. Д. Сахаров — отец советской водородной бомбы»
- «Горьковская ссылка»
- «Сохранить человеческое в человеке» — по работе А. Д. Сахарова «Мир через полвека», «Меморандум Сахарова — памятка о сохранении жизни на Земле».

Кроме того, в музее проходят:
- Научно-практическая конференция «Сахаровские чтения»
- Конкурс «Я и мои права» ко Дню памяти А. Д. Сахарова.
- Конкурс теоретико-публицистических работ «Свободомыслие: его прошлое, настоящее, будущее».